# جاسم
مدينة جاسم، مدينة سورية تقع في الزاوية الغربية الشمالية من محافظة درعا وتتوزع أراضيها بين هضبة الجولان وسهول حوران مشكلة موقعاً جغرافياً مهماً في هذه المنطقة من سوريا. تبعد مدينة جاسم عن الحدود السورية مع الأردن مسافة 40 كلم وعن جبل الشيخ مسافة 40 كلم وعن بحيرة طبرية في عمق الجولان السوري التي تجاور الأرض الفلسطينية مسافة 20 كلم وتمتاز أراضيها بالخصوبة حيث تشتهر بالزراعة البعلية والمروية على حد سواء وتعتبر رافداً مهماً للمحصولات الزراعية . 
تاريخيا كانت جاسم تقع على الطريق القديمة بين دمشق والجنوب ومصر حيث شكلت إحدى المحطات المهمة في هذه الطريق. كما تضم مدينة جاسم حي غربي عريق يدعى حي (العالية) والذي ضم إليها إداريا في بداية الخمسينيات وسكان هذا الحي تربطهم علاقات قرابة ونسب مع سكان مدينة جاسم .

## تاريخ
وتاريخياً يرجع سبب تسميتها بهذا الاسم كما جاء في كتب التاريخ نسبة إلى جاسم بن آرام بن سام بن نوح وتحتوي على آثار من العصور اليونانية والرومانية والإسلامية ما زالت بقاياها شاهده حتى الآن، وقد سكنها الغساسنة منذ بداية هجرتهم إلى أرض حوران في سوريا حيث كانت في بعض الأوقات من أهم الحواضر في جنوب سوريا وخاصة تل الجابية المعروف الذي يقع في أراضي جاسم في الجزء الجنوبي منها وفيه عقد الأمويون مؤتمرهم وجعله الخليفة عمر بن الخطاب بعيد انتهاء معركة اليرموك منطلقاً لفتح بيت المقدس بعد أن وزع غنائم معركة اليرموك فيه وعقد الاجتماعات مع القبائل ومع جنود المسلمين وخاصة الصحابة منهم وكتب التاريخ مليئة بهذا الأخبار، كما سكنتها قبائل عربية كبيرة منها طيء التي ينتسب إليها الشاعر أبو تمام حبيب بن أوس بن الحارث الطائي والذي ولد في جاسم وترعرع فيها، وسكنت المدينة من قبل العمالقة.
ورد في أحد الأشعار وجود قبر الملك نعمان في المنطقة بين مدينة جاسم ومدينة تبنة أثناء الحكم البيزنطي، . ذكر المدينة العديد من المؤرخين منهم المسعودي الذي ذكر أنها تابعة لدمشق وأيضا ياقوت الحموي الذي زارها في القرن الثالث عشر وذكر أيضا أنها تابعة لدمشق، في عام 1596 كانت جاسم تابعة لناحية الجيدور في فترة الخلافة العثمانية وكان تعداد سكانها 28 عائلة و 14 عازباً. في 1870 ذكر جوتليب شوماخر أن تعدادها كان 1000 شخص يعيشون في 215 كوخا.[بحاجة لمصدر]

## مدينة جاسم اليوم
جاسم الآن مدينة حديثة يبلغ عدد سكانها ما يقارب (70000) سبعون ألف منهم مغترب في دول الخليج العربي،[بحاجة لمصدر] وتمتاز المباني بأنها حديثة والشوارع والمحلات التجارية لكافة النشاطات ومنها بعض الأنشطة الصناعية، ويتركز نشاط السكان في الزراعة والتجارة بالإضافة إلى أن هناك عدد كبير منهم موظفون في القطاع الحكومي، وتحتوي مدينة جاسم على مستشفى حكومي وآخر خاص ومحطة تحويل كهرباء وخدمات اجتماعية وصحية ورياضية ومركز ثقافي.
فيها العديد من المساجد أهمها الجامع الكبير وهو الأقدم ومسجد أبوبكر الصديق ومسجد عمر بن الخطاب ومسجد خالد بن الوليد ومسجد الأنصار وفيها عشرات المدارس الحكومية وبضع مدارس خاصة، وتمتاز جاسم بمحصول الزيتون وكذلك بالمزروعات الصيفية المروية ويعد محصول القمح لديها هاما والنوع المزروع هو من النوع القاسي (الحوراني)، حيث يعد من أجود أنواع القمح في سوريا وكذلك الحمص.

## مشاهير
- ابتسام الصمادي : (1955) شاعرة وأكاديمية.[4]